# Fehlstellung
Die Fehlstellung ist in der Medizin eine fehlerhafte Stellung von Gelenken, Knochen oder Zähnen.
Es handelt sich dabei um eine Abweichung von der physiologischen Norm, die im Gegensatz zur Normvariante nicht nur erheblicher ist, sondern meist auch eine Beeinträchtigung der Funktion oder eine vorzeitige Abnutzung (Arthrose) nach sich zieht.
Anders als bei einer Fehlhaltung ist eine Fehlstellung nicht vom Betroffenen korrigier- oder umkehrbar.

## Einteilung
Eine Einteilung kann nach zugrundeliegender Pathologie erfolgen:
- Fehlstellung aufgrund einer Veränderung innerhalb eines Knochens, z. B. Störung der Knochenkontinuität Knochenbruch oder Pseudarthrose oder Verletzung der Epiphysenfuge mit vorzeitigem (teilweisen) Verschluss
- Fehlstellung in einem Gelenk, Störung des Ineinandergreifens eines Gelenkes, z. B. Luxation, oder der Zahnreihen bei der Kaubewegung
- Anatomische Fehlstellung (atyp. Konfiguration eines Gelenkes) mit veränderter Funktion, z. B. Kugeltalus oder durch neuromuskuläre Störung

## Formen

Die anatomischen Ebenen

An den Extremitäten werden Fehlstellungen der Achsen als Abweichungen von den physiologischen Achsen in Bezug zu den anatomischen Ebenen beschrieben, wobei häufig Abweichungen in mehreren Ebenen kombiniert vorkommen:
- Abweichungen in der Frontalebene (von vorn betrachtet):
  - distal nach außen als Valgusstellung
  - distal nach innen als Varusstellung
- Abweichungen in der Sagittalebene (von der Seite betrachtet):
  - distal nach vorne als Genu recurvatum, Tibia recurvata
  - distal nach hinten als Tibia antecurvata bei der Kongenitaler Tibiapseudarthrose
- Abweichungen in der Transversalebene (von unten betrachtet):
  - Rotationsfehlstellung mit Innendrehung des distalen Segmentes als Antetorsion
  - Rotationsfehler mit vermehrter Außendrehung des distalen Segmentes als Retrotorsion

 Verlagerungen des Unterkiefers zum Oberkiefer werden als Retrognathie oder Prognathie bezeichnet.

## Vorkommen
Eine Fehlstellung kann an zahlreichen Stellen des Körpers auftreten:
- Augen, Strabismus
- Kiefergelenk, Ober-, Unterkiefer und Zahnbereich, Progenie, Kreuzbiss, Mesialbiss
- Arme, Hände und Finger
- Wirbelsäule und Becken, Skoliose, Kyphose, Kyphoskoliose
- Beine und Füße

## Ursache
Als Ursache für eine Fehlstellung kommen infrage:
- angeboren durch Fehlbildung oder Erbkrankheit
  - sofort vorhandene Fehlstellung, z. B. Radiusaplasie, Klumpfuß
  - sich im Laufe des Wachstums entwickelnde Fehlstellung, z. B. Tarda Form der Osteogenesis imperfecta
- erworben durch Unfall oder Erkrankung
  - nach Verletzungen des Knochens
  - nach Entzündung mit Gewebeuntergang
  - nach Gelenkerkrankungen mit knöchernen Umbauvorgängen, z. B. Arthrose, Rheumatoide Arthritis
  - nach länger anhaltender Fehlhaltung oder Muskelschwäche (fixierte Skoliose)
  - durch Tumoren mit Zerstörung oder Verformung oder Verdrängung von Knochen und/oder Gelenken, z. B. Morbus Paget, Multiple kartilaginäre Exostosen